# Dove lo sguardo si perde
Dove lo sguardo si perde è una raccolta del cantautore italiano Mimmo Locasciulli, pubblicata nel 2025 dall'etichetta discografica Hobo.

## Descrizione
Questo album di Mimmo Locasciulli celebra i suoi 50 anni di carriera. Si tratta del ventunesimo album del cantautore e raccoglie alcuni dei suoi brani più noti, riorchestrati con pianoforte, contrabbasso e archi. Il disco include anche un brano inedito, L’amore dov’è, che chiude l’album con una versione speciale eseguita con il "Quartetto d’archi Pessoa", musicisti che si erano già esibiti con Locasciulli al Premio Tenco 2024.
L’album è stato prodotto da Mimmo e Matteo Locasciulli e distribuito da ADA/Warner Music Italy.

## Tracce
CD (Hobo, )
Testi e musiche di Mimmo Locasciulli a parte dove indicato.
1. L’amore dov’è (testo: Mimmo Locasciulli – musica: Matteo Locasciulli)
2. Idra
3. Tutto bene (testo: Mimmo Locasciulli – musica: Greg Cohen)
4. Benvenuta
5. Dicembre
6. La faccia delle altre persone
7. Anna di Francia (testo: Mimmo Locasciulli – musica: Guido Elle)
8. Cercami
9. Il silenzio del mare
10. Cara Lucia
11. Odor di maggio
12. Quello che ci resta
13. L’amore dov’è (feat. Quartetto Pessoa)

## Formazione
- Mimmo Locasciulli - voce, pianoforte
- Matteo Locasciulli - contrabbasso
- Quartetto Pessoa
  - Marco Quaranta - violino
  - Rita Gucci - violino
  - Achille Taddeo - viola
  - Marco Simonacci - violoncello